# 110. Infanterie-Division (Wehrmacht)
Die 110. Infanterie-Division (110. ID) war ein Großverband des Heeres der deutschen Wehrmacht im Zweiten Weltkrieg.

## Geschichte

### Aufstellung
Die 110. ID wurde als Teil der 12. Aufstellungswelle 1940 in Lüneburg im Wehrkreis X aus Teilen der 12. ID und 30. ID aufgestellt. Außerdem wurde das Heimat-Wachbataillon 400 in die 110. ID integriert.

### Besatzungstruppe Polen
Nach der Aufstellung wurde die Division in Polen stationiert, wo diese bis zum Beginn des Angriffskrieges gegen die Sowjetunion blieb.

### Unternehmen Barbarossa
Im Rahmen des „Unternehmens Barbarossa“ war die 110. ID in die Heeresgruppe Mitte integriert und nahm im Juni 1941 am Angriff auf die Sowjetunion teil. Im Dezember 1941 befand sich die 110. ID auf dem Rückzug der Frontlinie von Kalinin in südwestliche Richtung.

### Rschew 1942

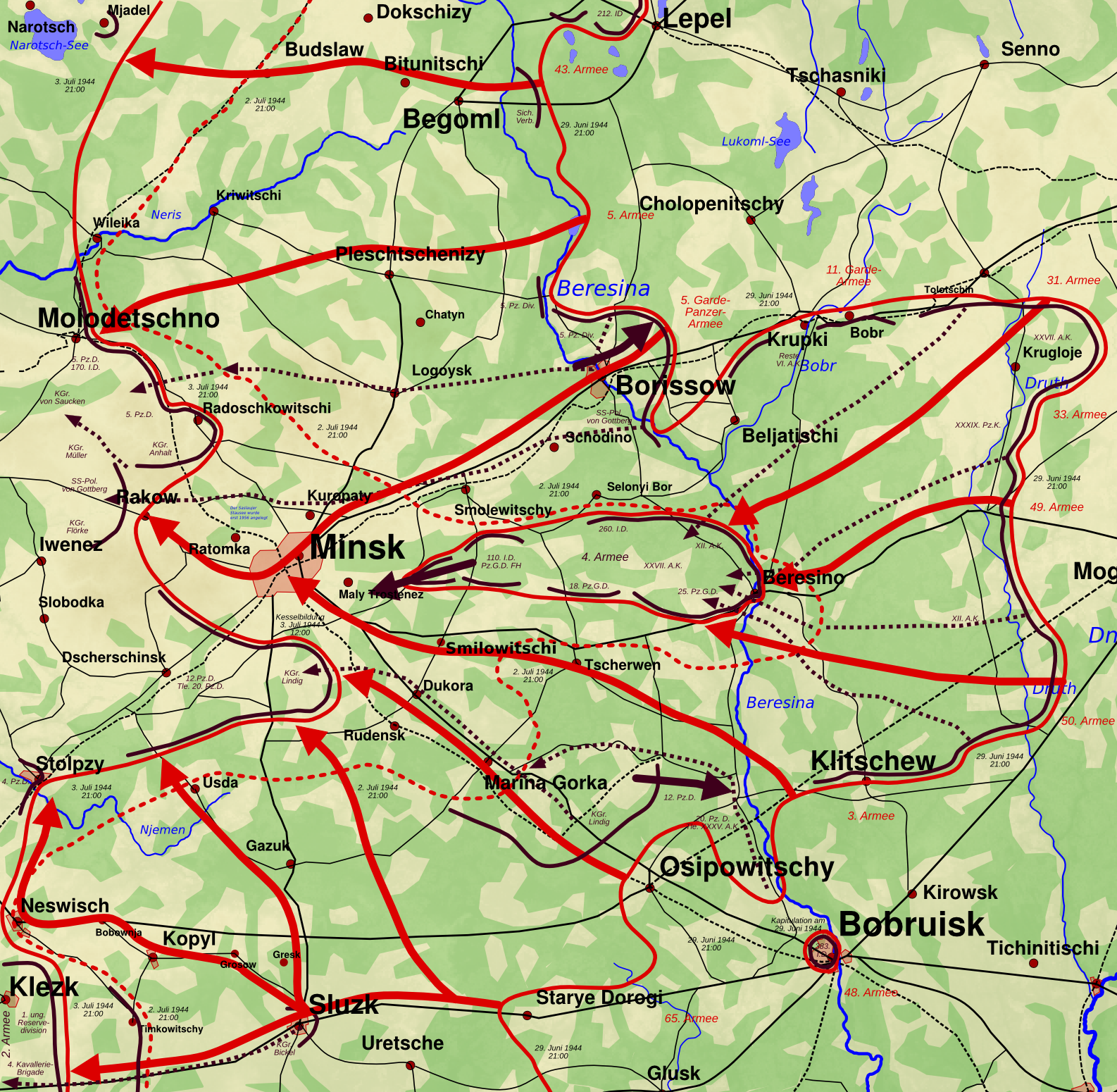
Verlauf der Kesselschlacht bei Minsk vom 29. Juni 1944, 22:00 Uhr bis zum 3. Juli 1944, 22:00 Uhr. Die 110. Infanterie-Division befand sich zu diesem Zeitpunkt zusammen mit der Panzergrenadierdivision „Feldherrnhalle“ an der Spitze der sich in Richtung Westen bewegenden Teile der 4. Armee.

Als Teil der 9. Armee kämpfte die Division 1942 in der Schlacht von Rschew. Wegen schwerer Verluste musste das GR 252 am 2. November 1943 aufgelöst und dessen Überlebende in die Divisionsgruppe 321 eingegliedert werden.

### Vernichtung 1944
Im Juli 1944 wurde die 110. ID im Zuge der sowjetischen Sommeroffensive Operation Bagration als Teil der 4. Armee in der Kesselschlacht von Minsk in Weißrussland fast völlig vernichtet. Am 30. Juni 1944 erreichte die 110. ID die Beresina; die Pioniere der Division erbauten unter erschwerten Bedingungen wie massierten Angriffen sowjetischer Schlachtflugzeuge und Artillerie-Dauerfeuer eine Behelfsbrücke über den Fluss. Fliehende Truppenteile wie z. B. versprengte Einheiten der Panzergrenadier-Division „Feldherrnhalle“, 78. Sturm-Division etc. drängten zunehmend auf die Pionierbrücke und verstärkten die Massenpanik der sich auflösenden Heeresgruppe Mitte. Am 1. Juli 1944 konnte sich die stark dezimierte Division nach schweren Verlusten aus dem Wald von Schorowez zurückziehen, erreichte den Meldekopf bei Borowino, welcher die zurückweichenden Truppen auffangen sollte, und wurde schließlich am 7. Juli 1944 16 Kilometer südwestlich von Minsk durch weit überlegene sowjetische Truppen gestellt. Angesichts der aussichtslosen Lage ordnete Generalleutnant von Kurowski die Kapitulation der wenigen Überlebenden an. Von Kurowski und die Überreste seiner Kampfgruppe gerieten in sowjetische Kriegsgefangenschaft.

### Auflösung
Am 3. August 1944 wurde die 110. Infanterie-Division aufgrund fehlenden Personals vollständig aufgelöst.

## Gedenkstätte
In Lüneburg findet sich ein Denkmal der im Zweiten Weltkrieg gefallenen Angehörigen der 110. ID.

## Kriegsverbrechen Osaritschi
Als Teil der 9. Armee war die 110. ID im März 1944 an einem Kriegsverbrechen beteiligt. Unter deutscher Besetzung Weißrusslands waren die arbeitsfähige Bevölkerung versklavt und die Arbeitsunfähigen deportiert worden. Die zurückgebliebenen Familienmitglieder, die sich nicht mehr selbst versorgen konnten – Frauen, Alte und Kinder –, wurden in drei eigens errichtete Sammellager bei Osaritschi verbracht. Die Lager befanden sich in einem Sumpfgebiet im Niemandsland zwischen deutscher und sowjetischer Frontlinie und sollte eine mögliche sowjetische Offensive stören. Insgesamt 33.000 Menschen, darunter 15.960 Kinder und 13.072 Frauen waren hier ohne jegliche Gebäude und Einrichtung interniert und ein bis zwei Wochen unversorgt gelassen. Gezielt wurden Typhuskranke unter die Insassen gemischt. Die Eingänge wurden vermint.
Die 110. ID errichtete wie die 35. ID und die 129. ID Zwischenlager in Dörfern für die Unterbringung der Deportierten auf ihrem Weg in die Endlager ein. Auch an der Erfassung und dem Transport der Zivilisten im Divisionsbereich war die 110. ID beteiligt. Einheiten der 110. ID stellten Marschkolonnen für die Deportierten zu kleineren Lagern und übernahmen die Bewachung. Fluchtversuche und Widerstand wurden mit Waffengewalt gebrochen. Menschen, die den strapaziösen Marsch nicht durchhielten, insbesondere Kinder und Alte, wurden erschossen. Auch in den Lagern wurde ohne Vorwarnung auf Menschen geschossen, die sich den Zäunen näherten oder Feuer entfachen wollten. Bis zur Befreiung durch die Rote Armee waren ca. 8.000 Menschen gestorben. In der Divisionsgeschichte von Ernst Beyersdorff, wird das Verbrechen, das auch Gegenstand des Kriegsverbrecherprozesses in Gomel 1948 war, verschwiegen.

## Unterstellungen der 110. Infanterie-Division während des Zweiten Weltkriegs
| Datum          | Armeekorps     | Armee             | Heeresgruppe | Ort        | Schauplatz                 |
| -------------- | -------------- | ----------------- | ------------ | ---------- | -------------------------- |
| Dezember 1940  | in Aufstellung | 11. Armee         | C            | Lüneburg   | Deutschland                |
| Januar 1941    | in Aufstellung | 11. Armee         | C            | Lüneburg   | Deutschland                |
| Mai 1941       | WK XI          | Panzergruppe 2    | –            | Lüneburg   | Deutschland                |
| Juli 1941      | XXXXII         | zur Verfügung OKH | Mitte        | Wilna      | Ostfront, Zentralabschnitt |
| August 1941    | XXIII          | 9. Armee          | Mitte        | Smolensk   | Ostfront, Zentralabschnitt |
| September 1941 | VI             | 9. Armee          | Mitte        | Smolensk   | Ostfront, Zentralabschnitt |
| Oktober 1941   | VI             | Panzergruppe 3    | Mitte        | Wjasma     | Ostfront, Zentralabschnitt |
| November 1941  | zur Verfügung  | Panzergruppe 3    | Mitte        | Klin       | Ostfront, Zentralabschnitt |
| Dezember 1941  | VI             | 9. Armee          | Mitte        | Rschew     | Ostfront, Zentralabschnitt |
| Januar 1942    | VI             | 9. Armee          | Mitte        | Rschew     | Ostfront, Zentralabschnitt |
| Februar 1942   | XXVII          | 9. Armee          | Mitte        | Rschew     | Ostfront, Zentralabschnitt |
| März 1942      | XXIII          | 9. Armee          | Mitte        | Rschew     | Ostfront, Zentralabschnitt |
| April 1942     | XXVII          | 9. Armee          | Mitte        | Rschew     | Ostfront, Zentralabschnitt |
| Mai 1942       | XXIII          | 9. Armee          | Mitte        | Rschew     | Ostfront, Zentralabschnitt |
| Januar 1943    | XXIII          | 9. Armee          | Mitte        | Rschew     | Ostfront, Zentralabschnitt |
| April 1943     | LV             | 2. Panzerarmee    | Mitte        | Brjansk    | Ostfront, Zentralabschnitt |
| September 1943 | LV             | 9. Armee          | Mitte        | Brjansk    | Ostfront, Zentralabschnitt |
| Januar 1944    | LV             | 9. Armee          | Mitte        | Rogatschew | Ostfront, Zentralabschnitt |
| Februar 1944   | LVI            | 9. Armee          | Mitte        | Bobruisk   | Ostfront, Zentralabschnitt |
| April 1944     | XXXXI          | 9. Armee          | Mitte        | Bobruisk   | Ostfront, Zentralabschnitt |
| Mai 1944       | zur Verfügung  | 9. Armee          | Mitte        | Bobruisk   | Ostfront, Zentralabschnitt |
| Juni 1944      | XXXIX          | 4. Armee          | Mitte        | Orscha     | Ostfront, Zentralabschnitt |

## Gliederung
- Infanterie-Regiment 252
- Infanterie-Regiment 254
- Infanterie-Regiment 255
- Artillerie-Regiment 120
  - I. Abteilung
  - II. Abteilung
  - III. Abteilung
  - IV. Abteilung
- Panzerjäger-Abteilung 110
- Aufklärungs-Abteilung 110
- Nachrichten-Abteilung 110
- Pionier-Bataillon 110
- Nachschubtruppen

## Kommandeure
| Dienstzeit                            | Dienstgrad      | Name                  |
| ------------------------------------- | --------------- | --------------------- |
| 10. Dezember 1940 bis 24. Januar 1942 | Generalleutnant | Ernst Seifert         |
| 01. Februar 1942 bis 1. Juni 1943     | Generalleutnant | Martin Gilbert        |
| 01. Juni bis 25. September 1943       | Generalleutnant | Eberhard von Kurowski |
| 25. September bis 1. Dezember 1943    | Oberst          | Albrecht Wüstenhagen  |
| 01. Dezember 1943 bis 11. Mai 1944    | Generalleutnant | Eberhard von Kurowski |
| 011. bis 15. Mai 1944                 | Generalmajor    | Gustav Gihr           |
| 15. Mai bis Juli 1944                 | Generalleutnant | Eberhard von Kurowski |

| Dienstzeit                             | Dienstgrad     | Name                         |
| -------------------------------------- | -------------- | ---------------------------- |
| 10. Dezember 1940 bis 3. November 1941 | Oberstleutnant | Heinrich Gäde                |
| Februar 1942                           | Major          | Wilhelm Freiherr von Malzahn |
| 10. April 1942 bis 20. September 1943  | Oberstleutnant | Karl Kleyser                 |
| 10. Dezember 1943 bis Juli 1944        | Oberstleutnant | Karl Bieling                 |

## Auszeichnungen
Insgesamt wurden neun Divisionsangehöriger mit dem Ritterkreuz ausgezeichnet und 83 mit dem Deutschen Kreuz in Gold.
| Dienstgrad    | Name                | Einheit                                   | Verleihungsdatum |
| ------------- | ------------------- | ----------------------------------------- | ---------------- |
| Oberfeldwebel | Friedrich Fluhs     | Zugführer 5. Kp./GR 255                   | 4. Nov. 1943     |
| Hauptmann     | Walter Westenberger | Bataillonskommandeur I. Btl./GR 255       | 12. Nov. 1943    |
| Major         | Deert Jacob Reeder  | Bataillonskommandeur II. Btl./GR 254      | 30. Nov. 1943    |
| Oberleutnant  | Ulrich Roggenbau    | Kompaniechef 7. Kp./GR 254                | 30. Nov. 1943    |
| Leutnant      | Heinz Fritzler      | Führer 1. Kp./Divisions-Füsilier-Btl. 110 | 5. Dez. 1943     |
| Hauptmann     | Heinz Möhring       | Bataillonskommandeur II. Btl./GR 255      | 6. März 1944     |
| Obergefreiter | Adolf Waßmann       | MG-Schütze 6. Kp./GR 255                  | 16. März 1944    |
| Feldwebel     | Hugo Großmann       | stellvertretender Führer 3. Kp/GR 252     | 26. März 1944    |
| Oberfähnrich  | Hermann Tönnies     | Ordonnanz-Offizier Stab I. Btl./GR 255    | 20. Apr. 1944    |

## Denkmal an die 110. Infanterie-Division
Ein Veteranenverband ließ im Jahr 1960 einen Gedenkstein in Lüneburg aufstellen. Die Stadt Lüneburg sagte zu, das Denkmal zu bewahren und zu pflegen. Im Jahr 2020 klagten ein Überlebender des Holocaust, sowie zwei weitere Menschen jüdischen Glaubens auf Verhüllung des Denkmals, da sie sich durch den Stein in ihren Persönlichkeitsrechten verletzt sahen. Die Stadt hatte inzwischen neben dem Stein eine erläuternde Tafel mit der Aufschrift „Erinnerungskultur ist zeit- und kontextgebunden“ aufgestellt.